# Nancy M. Hill
Nancy Maria Hill (19 novembre 1833 - 8 janvier 1919), infirmière de la guerre de Sécession, est l'une des premières femmes médecins aux États-Unis. Elle s’est spécialisée en obstétrique et  fonde dans l’Iowa Hillcrest Family Services, une organisation qui  soutient des mères célibataires et leurs enfants.

## Biographie

### Débuts et formations
Nancy Maria Hill nait à Boston, en 1833, de son père, William et de sa mère, Harriet (Swan) Hill,. Elle fréquente le Mount Holyoke College, un établissement universitaire pour femmes aux États-Unis. Pendant la Guerre de Sécession, elle a servi comme infirmière bénévole à l'hôpital Armory Square à Washington, D.C.,.
À la fin de la guerre,elle poursuit ses études à la faculté de médecine de l'université du Michigan à Ann Arbor,. Elle obtient son diplôme de médecine en 1874, à l'âge de 41 ans, devenant ainsi l'une des premières femmes médecins aux États-Unis

### Carrère professionnelle
Elle déménage ensuite dans l'État de l'Iowa où elle exerce sa profession de médecine pendant 36 ans. Après s'être en obstétrique elle déclare : « Je n'ai jamais été mère, mais j'ai mis au monde environ 1 000 enfants ».
En 1986, elle crée l'établissement Women's Rescue Society of Dubuque pour assister les mères célibataires ainsi que leurs nourrissons. Elle s'y est  impliquée jusqu'en 1909, date à laquelle elle a fermé la structure en raison des difficultés financières et de son âge avancé. L'établissement est rouvert par Anna Blanche Cook en 1914 sous le nom de Hillcrest Deaconess Home and Baby Fold et s'appelle maintenant Hillcrest Family Services.
Nancy Maria Hill meurt en 1919 et enterrée au cimetière Linwood à Dubuque. 70 ans après sa mort, soit en 1989, elle est intronisée au Temple de la renommée des femmes de l'Iowa en 1989.